# Tennō
Tennō (japanisch 天皇 „Himmlischer Herrscher“), eingedeutscht Tenno, ist ein japanischer Herrscher- und Adelstitel, der im Deutschen oft mit „Kaiser“ übersetzt wird, sowie in loserer Verwendung auch die Bezeichnung für das dynastische Geschlecht, das in Japan diesen Titel trägt. Derzeit ist Naruhito unter der Regierungsdevise (japanisch Nengō) Reiwa („schöne Harmonie“) der amtierende 126. Tennō.
Sitz des Kaisers und der kaiserlichen Familie ist der Kōkyo im Zentrum Tokios.

## Titel
Ursprünglich wurde der Herrscher von Wa bzw. Yamato, wie Japan damals genannt wurde, im Land als „Großkönig“ (大王, Ōkimi) tituliert bzw. von oder nach außen (China und Korea) als „König von/der Wa“ (倭王), „König des Landes (der) Wa“ (倭国王) oder „König von Groß-Wa [= Yamato]“ (大倭王). Weitere Bezeichnungen waren suberagi, sumeragi, sumerogi, sumera-mikoto oder sumemima no mikoto. Die ersten drei sind dabei nur lautliche Varianten eines Begriffs, dessen Bedeutung unklar ist, wobei das gi wohl ein männliches Suffix (vgl. Izana-gi und Izana-mi) und mikoto ein Ehrentitel ist.
Der Kaisertitel 天皇 (chinesisch tiānhuáng, japanisch tennō) selbst stammt aus China, wo er kurzzeitig vom Tang-Kaiser Gaozong (regierte 649–683) und seiner Nachfolgerin – der einzigen Kaiserin Chinas – Wu Zetian (regierte 684/690–705) benutzt wurde, von letzterer vermutlich auch, weil er im Gegensatz zum traditionellen Kaisertitel 皇帝 (chinesisch huángdì, japanisch kōtei) keine Geschlechtskonnotation barg. In Japan wurde der Titel erstmals von Temmu (regierte 672–686) verwendet und dann regelmäßig von seiner Nachfolgerin Jitō (686–697). Die von Temmus Sohn Toneri im Jahre 720 herausgegebene Geschichtschronik Nihonshoki wandte diesen Begriff auch auf alle Vorgänger an. Dieselben Schriftzeichen wurden dann auch mit der alternativen Aussprache sumeragi versehen. Der Begriff Kōtei 皇帝 hingegen etablierte sich, in Abgrenzung zum Tennō, als Bezeichnung für alle nicht-japanischen Kaiser.
Später kam der Titel Mikado (御門, „erlauchtes Tor“) hinzu, der sich eigentlich auf den kaiserlichen Palast bezog und damit indirekt auf den Kaiser verwies, analog dem Titel Hohe Pforte im Osmanischen Reich. Daher wurde der Titel Mikado auch als 帝 geschrieben, mit dem auch die chinesischen Kaiser bezeichnet werden und das ursprünglich die Bedeutung „Gottheit“, übertragen also „Gottkaiser“, hatte. Ähnliche weitere Titel des Tennō waren Dairi (内裏, „inneres Inneres“) und Kinri (禁裏, „verbotenes Inneres“), die sich auf das Innerste des Palastes bezogen.
Zu Beginn seiner Amtszeit erlässt der Tennō eine Regierungsdevise (nengō), die sich nur aus jeweils 2 von ausgewählten 216 Schriftzeichen zusammensetzen darf. Sie dient offiziell seit 1874 zugleich als Ärabezeichnung – vor der Meiji-Restauration 1868 wurden die Nengō auch durch Shōgune und Prinzregenten verkündet, gewöhnlich nach bedeutenden Natur- oder politischen Ereignissen oder auf Basis astrologischer Erwägungen, und auch während der Amtsperiode eines Tennō geändert. Bis zu seinem Tod trägt der Tennō seinen nach seiner Geburt erhaltenen Eigennamen, wird jedoch von Japanern (außer vielleicht innerhalb seiner Familie) niemals so angeredet oder bezeichnet, sondern tennō heika (kaiserliche Majestät) angesprochen oder kinjō tennō (der gegenwärtige Tennō) genannt. Nach seinem Tod wird er nur noch mit seinem Regierungsmotto, das zugleich den „Totennamen“ bildet, und dem Suffix -tennō bezeichnet. So lautet der Name des 1989 verstorbenen Kaisers Hirohito heute „Shōwa-tennō“, abgeleitet aus der Bezeichnung seiner Amtsperiode, „Shōwa-jidai“, (deutsch „Ära des erleuchteten Friedens“).

## Funktion
Die Hauptfunktion des Tennō ist heute rein zeremonieller Natur. Das Datum aller offiziellen Anlässe, sowohl staatlich als auch geschäftlich, wird nach der Dauer der Herrschaft des gegenwärtigen Kaisers berechnet (Japanische Zeitrechnung).
Artikel 1 der Nachkriegsverfassung von 1946 erklärt, dass der Kaiser „das Symbol des Staates und der Einheit des Volkes“ sei. Seine politische Rolle ist auf eine Symbolfunktion beschränkt, die durch das Volk legitimiert ist; de jure ist er kein Staatsoberhaupt.
Zu seinen politischen Funktionen gehören die Ernennung des Premierministers und des Präsidenten des Obersten Gerichtshofes (Shinninshiki), die Einberufung des Parlamentes, die Verkündung von Gesetzen und die Entgegennahme der Akkreditierungsschreiben ausländischer Botschafter. Er hat in diesen Angelegenheiten aber keinerlei eigene Entscheidungsgewalt. Der Shōwa-Tennō Hirohito, der als Mitverantwortlicher des Zweiten Weltkrieges gilt, beteiligte sich nach Kriegsende nicht mehr am politischen Tagesgeschehen. Nach seinem Tod 1989 setzte sein Sohn Akihito diese Haltung fort, nahm aber anlässlich von Staatsbesuchen und Audienzen – anders als sein Vater – zu außenpolitischen Fragen insbesondere der Aussöhnung mit den Kriegsgegnern Japans im Zweiten Weltkrieg Stellung, wobei ihm aber die Verfassung nach Ansicht der japanischen Regierung enge Grenzen auferlegte.
In religiöser Hinsicht gilt der Tennō als der oberste Priester des Shintō. Diese sakrale Funktion geht auf das kaiserliche Erntedankfest Niiname-sai (新嘗祭, „Kosten des neuen Reises“) zurück. Bei diesem Ritual wird den Göttern durch den Kaiser frisch geernteter Reis geopfert. Im ersten Jahr nach der Thronbesteigung des Kaisers wird das Fest als Daijōsai (大嘗祭, „Großes Kosten“) begangen. Eine erste Erwähnung dieses Rituals, dessen Ursprung noch früher vermutet wird, findet sich im Geschichtswerk Nihonshoki aus dem Jahre 720. Das Fest veränderte sich im Laufe der Zeit und wurde zum heutigen gesetzlichen Feiertag, dem Tag des Dankes für die Arbeit.

## Kaiserliches Siegel
Das Kaiserliche Siegel zeigt eine stilisierte Chrysantheme mit 16 Blütenblättern (bzw. 32 Blütenblätter). Aus diesem Grund wird der japanische Kaiserthron auch als Chrysanthementhron bezeichnet. Das Kaiserliche Siegel wird nur von Mitgliedern der kaiserlichen Familie verwendet. Es existiert zwar kein Gesetz, welches das Kaiserliche Siegel zum Staatswappen erklärt, jedoch wird es weitestgehend als solches genutzt und ziert unter anderem die Hülle des japanischen Passes.

## Geschichte
Die Institution des Tennō wird bis in das Jahr 660 v. Chr. zurückgeführt. In diesem Jahr soll einer Legende nach Jimmu durch seine Thronbesteigung das japanische Kaiserhaus gegründet haben. Allerdings gibt es dafür keine Beweise, vermutlich existiert die Institution erst seit der Gründung des japanischen Staatswesens im 5. Jahrhundert. Seit der Begründung des Yamato-Reichs fand kein Dynastienwechsel mehr statt. Diese Kontinuität kam unter anderem dadurch zustande, dass für das Tennō-Amt in Ausnahmefällen auch Frauen eingesetzt werden konnten, wenngleich auch nur in symbolischer Funktion. Die Staatsgeschäfte wurden in diesen Fällen von ihren Ehemännern, den Prinzregenten ausgeführt. In den ersten japanischen Reichschroniken, die 712 und 720 abgefasst wurden, wird die Sonnengottheit Amaterasu als Ahnherrin des Tennō angeführt.
Die Bedeutung des Tennō-Amtes hat im Laufe seiner Geschichte stark fluktuiert. Vom 7. bis zum 8. Jahrhundert stellten die Tennō tatsächlich die oberste Regierungsinstanz dar, im Laufe der Zeit wurde die Entscheidungsmacht des Tennō aber immer stärker durch Regenten, und schließlich durch die Shōgune eingeschränkt. Die Shogune übernahmen vom 12. bis 19. Jahrhundert praktisch die gesamte Regierungsgewalt, sie schafften das Amt des Tennō aber nicht ab, sondern behielten es bei, als Legitimation ihrer eigenen Rolle. Auch diese Machtlosigkeit während des Großteils der japanischen Geschichte sicherte indirekt den Fortbestand der Dynastie; denn wer die Macht im Lande übernehmen wollte, musste nicht den Tennō, sondern den Regenten oder Shōgun absetzen.

### Altertum und Mittelalter
Das japanische Kaisertum folgte ursprünglich chinesischen Vorbildern. Militärmachthaber, Regenten und Seitenlinien entmachteten allerdings die Kaiser, abgedankte Ex-Kaiser mischten sich in die Machtkämpfe ein. Die gescheiterte Kemmu-Restauration führte im 14. Jahrhundert zu einer ein halbes Jahrhundert andauernden Spaltung in eine nördliche und eine südliche Dynastie. Danach führte das Kaisertum fast ein halbes Jahrtausend lang nur noch ein reines Schattendasein.

#### China und Yamato
Im 7. Jahrhundert stand Japan unter starkem kulturellen und wirtschaftlichen Einfluss Tang-Chinas, neben dem Buddhismus und der chinesischen Schrift wurden auch die chinesischen Adelsränge und Staatsstrukturen übernommen. Die Eigenbezeichnung als Tennō für „Himmlischer Herrscher“ und „Göttlicher Kaiser“ folgte ebenfalls dem chinesischen Vorbild, sie bezweckte aber auch Emanzipationen gegenüber dem Kaiserreich China und eine politische Abgrenzung von Tang-China. Erst daraufhin wurden ab Ende des 7. Jahrhunderts (Asuka-Zeit) bzw. Anfang des 8. Jahrhunderts (Nara-Zeit) jene grundlegenden japanischen Chroniken und Geschichtsmythen verfasst, die eine Abstammung von der Sonnengöttin Amaterasu beanspruchen und bereits den legendären Herrscher Jimmu als ersten Kaiser (Tennō) bezeichnen (vgl. Urkaiser Chinas).

#### Regenten und Ex-Kaiser

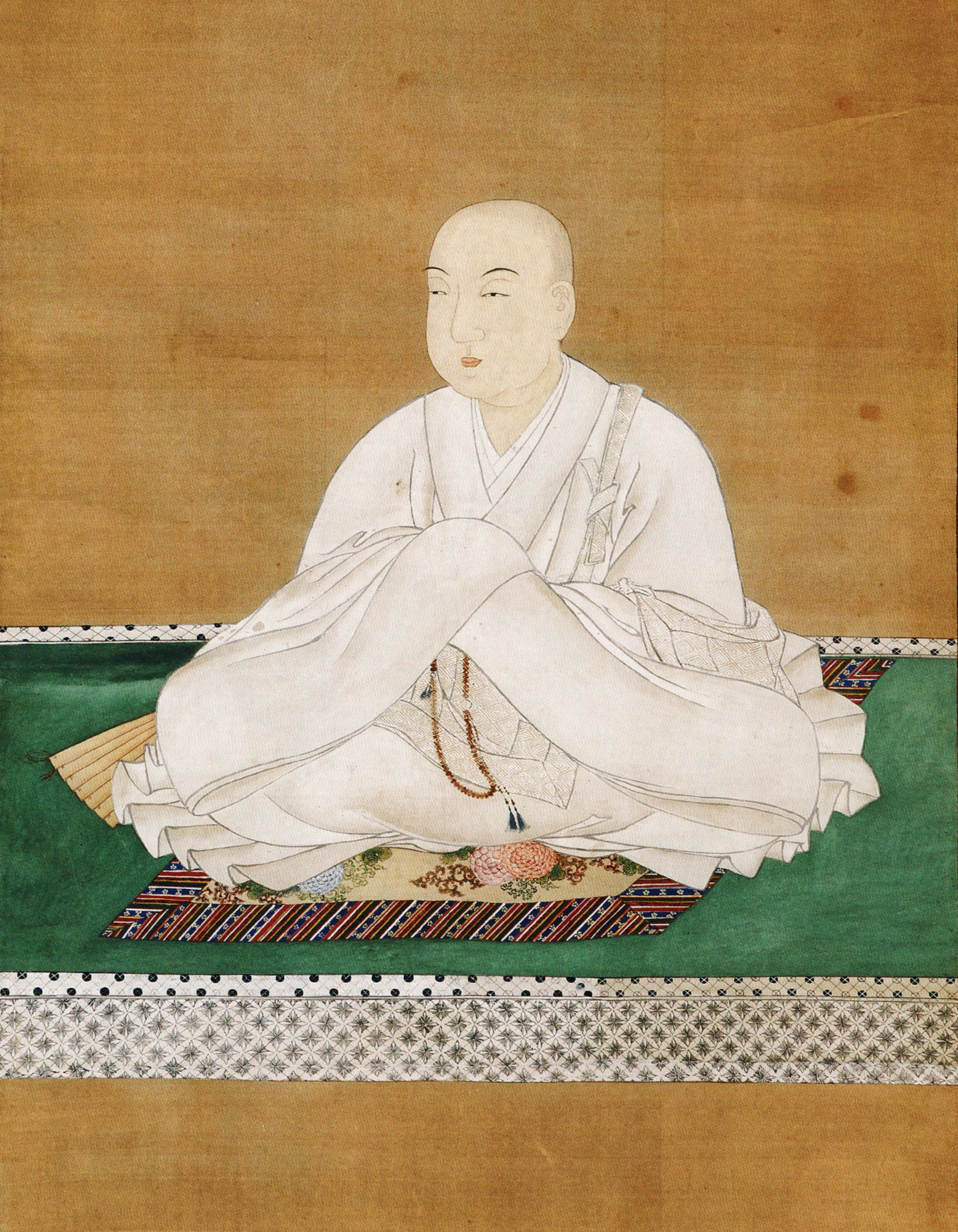
Kaiser Seiwa (850–881) war Marionette der Fujiwara-Regenten und Stammvater der späteren Minamoto-Shogune.

Schon ab dem 8. Jahrhundert wuchs der Einfluss der Regenten aus dem Fujiwara-Clan, die das Monopol auf das oberste Regierungsamt allmählich erblich machen konnten. Seit dem 9. Jahrhundert übten sie anstelle des Kaisers die tatsächliche Regierungsgewalt aus und heirateten in die kaiserliche Familie ein, im 10. Jahrhundert erreichten sie unter Fujiwara no Michinaga den Höhepunkt ihrer Macht, der Kaiser war zu einer bloßen Marionette geworden.
Um die Macht der Fujiwara zu schwächen und die Regenten zu umgehen, begründete Tennō Go-Sanjo im 11. Jahrhundert das Insei-System. Ältere Kaiser dankten ab und zogen sich ins Kloster zurück, behielten aber weiterhin bestimmte Privilegien, die ihnen Einfluss auch unter der Herrschaft ihrer jüngeren Nachfolger sicherten.
Als Privatarmee zahlreicher Ex-Kaiser begann der Aufstieg des Taira-Clans. Ständige Rivalitäten zwischen Ex-Kaisern, amtierenden Kaisern und Regenten kulminierten schließlich im 12. Jahrhundert in der Hōgen-Rebellion.

#### Taira und Minamoto
Nicht zur Thronfolge gelangte Angehörige des Kaiserhauses bildeten Seitenlinien, deren Einfluss sich ebenso vergrößerte wie ihr Machtstreben. Die wichtigsten dieser kaiserlichen Abkömmlinge bzw. Nebenlinien waren die Minamoto und die Taira. (Minamoto ist dabei nicht allein eine auf einen bestimmten Kaiserabkömmling zurückgehende Nachkommenschaft, sondern auch ein allgemeiner Überbegriff für einen auch spätere Nebenlinien einschließenden Clan.) In der Hōgen-Rebellion bzw. der Heiji-Rebellion entmachteten die Taira die Fujiwara-Regenten, wurden jedoch im Gempei-Krieg von den Minamoto geschlagen. Die Führungsspitze Japans war fortan dreigeteilt.
Minamoto no Yoritomo riss 1192 als erster Shogun (Militärregent) Japans die tatsächliche Macht an sich, während formal die Hōjō (ein Zweig der Taira) als Zivilregenten weiterhin die Regierungsgeschäfte für den Kaiser führten und die Macht der Ex-Kaiser nach dem Jōkyū-Krieg beschnitten wurde.

#### Restauration und Spaltung

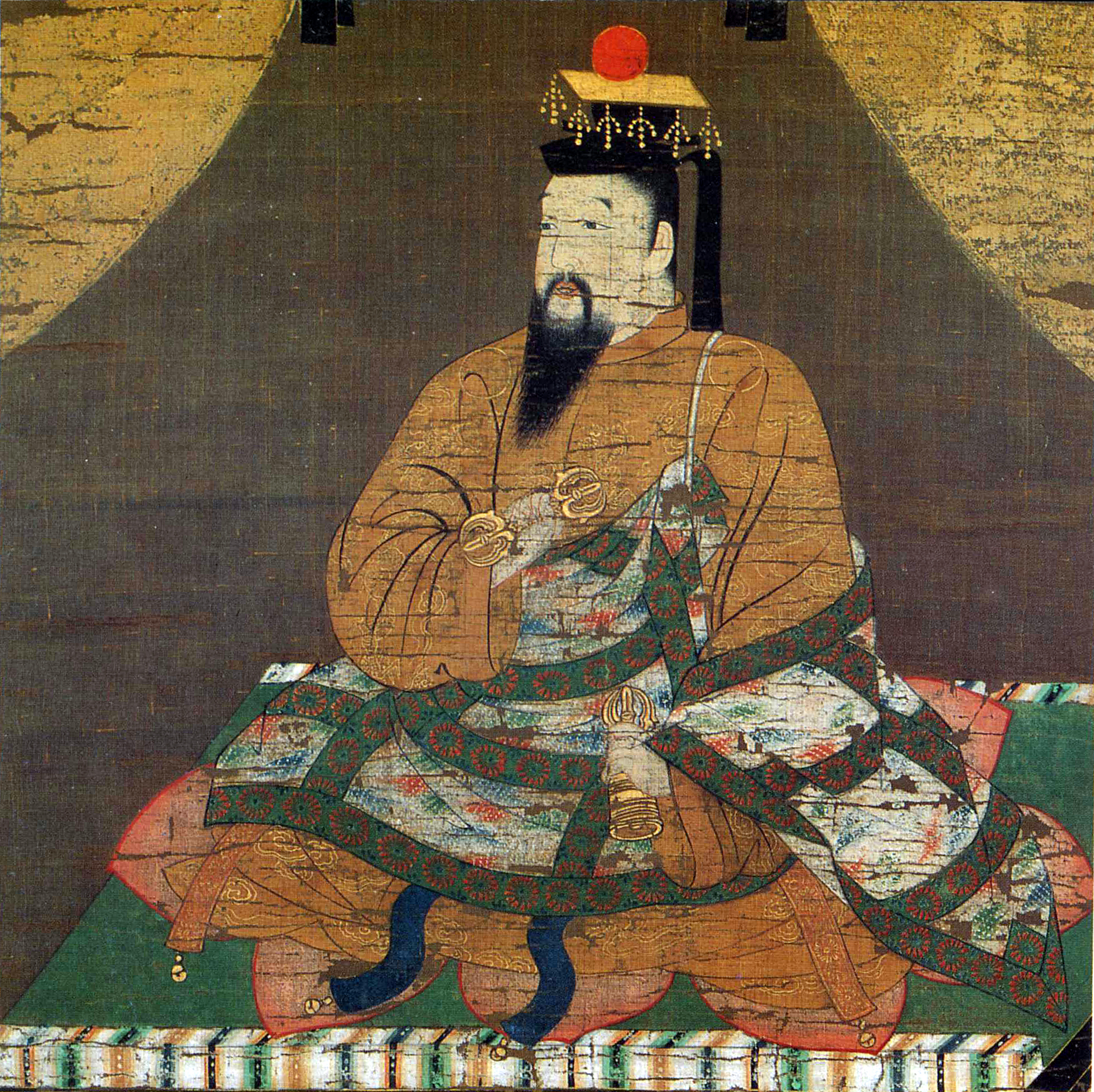
Kaiser Go-Daigo (1288–1339)

Tennō Go-Daigo versuchte ab 1330 mit einer Rebellion gegen die Hojo-Regenten und der Absetzung des Minamoto-Shoguns die tatsächliche Macht zurückzugewinnen, dagegen rebellierte der Ashikaga-Clan (ein Zweig der Minamoto). Go-Daigo floh mit seinem Hofstaat aus der Hauptstadt Kyoto nach Yoshino (südlicher Hof), während Ashikaga Takauji sich zum Shogun ernannte, die Hojo vernichtete, das Regentenamt entmachtete und in Kyoto einen Gegenkaiser aus einer älteren Linie der Dynastie einsetzte (nördlicher Hof).
Die kaiserliche Dynastie spaltete sich in eine ältere (nördliche) und jüngere (südliche) Linie. Obwohl es mit dem Südhof verbündeten Truppen viermal gelang, Kyoto zu erobern, dankte 1392 der südliche Kaiser Go-Kameyama schließlich ab und unterwarf sich dem Shogun Ashikaga Yoshimitsu.

### Neuzeit
Als Schattenkaisertum existierte das Tennō-Wesen auch nach dem Sturz der Ashikaga-Zeit, während der „Streitenden Reiche“ und der shogunlosen Zeit sowie unter den Tokugawa-Shogunen weiter bis zum Ende der Edo-Zeit.
Erst durch die Reformen des Jahres 1868, bekannt als Meiji-Restauration, und durch das Scheitern der Gründung einer Republik auf Hokkaido bekam der Tennō wieder mehr politische Bedeutung zugesprochen. Der ideologische Anspruch dieser Reformen war eine Rückkehr zum Staatswesen des Altertums, als der Tennō noch alle Macht innehatte. Daher spricht man auch von einer Restauration. Dieser Begriff ist allerdings umstritten, gebräuchlich ist auch Renovation oder Revolution.

#### Nationalistischer Kaiserkult und konstitutionelle Monarchie

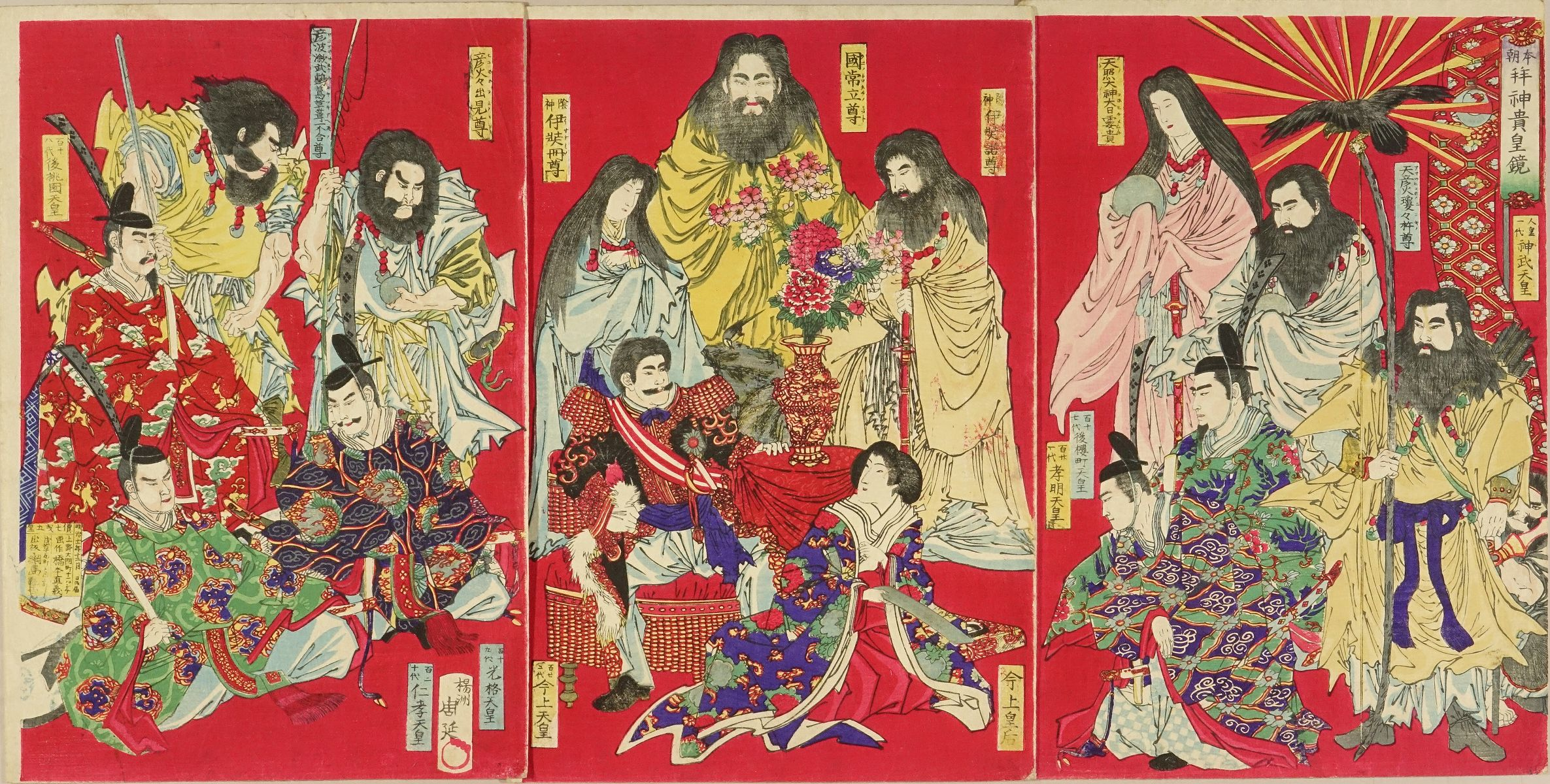
Propagandistisch-legitimistische Darstellung Kaiser Meijis und seiner Frau Shōken (Mitte, sitzend) zwischen den Gottheiten Kunitokotachi, Izanami und Izanagi (Mitte, stehend), Hoori und Ugayafukiaezu (links, stehend), Meijis Vorgängern, seinem Vater Kōmei (rechts, sitzend) und Kaiserin Go-Sakuramachi (als Mann dargestellt), Göttin Amaterasu, Ninigi sowie den früheren Kaisern Jimmu (rechts, stehend), Momozono, Kōkaku und Meijis Großvater Ninkō (links, sitzend), 1878

Nach 1868 erfolgte eine konsequente Umgestaltung des japanischen Staates in einen modernen Nationalstaat. Der junge Meiji-tennō galt zwar als Oberhaupt des Staates, hatte aber de facto auch in dieser Regierungsform mehr zeremonielle Funktionen als wirkliche politische Gestaltungsmöglichkeiten. Die Verfassung von 1889, die an die Verfassung des Königreichs Preußen angelehnt war, sah die Person des Kaisers als unverletzlich an und seine ernannte Regierung war nicht dem Parlament, sondern ihm verantwortlich.
Als Symbol des Staates spielte der Tennō aber in der nationalistischen Staatsideologie, die besonders im 20. Jahrhundert immer stärker forciert wurde, eine umso bedeutendere Rolle. Der Staat wurde als Familie dargestellt, der Tennō als Vater und die Untertanen als Kinder (Familiarismus). Es durfte außerdem niemand am göttlichen Ursprung des Tennō (wie er in den alten Mythen dargestellt wird) zweifeln. Auch die japanische Eroberungspolitik, die schließlich im Zweiten Weltkrieg und japanischen Kriegsverbrechen ihren Höhepunkt erreichte, wurde im Namen des Tennō geführt.

#### Erneute Entmachtung als repräsentatives Symbol
Am Ende des Zweiten Weltkriegs erklärte der Tennō im Rundfunk, dass Japan die Forderung nach bedingungsloser Kapitulation akzeptiere, und rief zum friedlichen Gehorsam gegenüber den amerikanischen Besatzern auf. Dieser Aufruf (Gyokuon-hōsō) war die erste öffentliche Stimmübertragung des Tennō überhaupt. Die Institution des Tennō wurde nach dem verlorenen Krieg unter der US-amerikanischen Besatzung nicht abgeschafft, allerdings aller politischen Funktionen enthoben. Dies erklärt sich auch dadurch, dass die Amerikaner nach dem Sieg der Kommunisten in China mehr auf die konservativen Kräfte in Japan setzten, denen eine Abschaffung des Kaisertums nicht zuzumuten war. Weiterhin befürchtete man Unruhen, da durch den extremen national-religiösen Kaiserkult der letzten Jahrzehnte eine Abschaffung der Institution einer großen Demütigung des japanischen Volkes gleichgekommen wäre.
Dass der Tennō aber nach wie vor eine wichtige symbolische Rolle in der japanischen Gesellschaft einnimmt, lässt sich daran erkennen, dass die offizielle japanische Zeitrechnung seit 1979 wieder der Ärabezeichnung des jeweiligen Tennō folgt.
Zu Beginn des 21. Jahrhunderts hatte die kaiserliche Familie Japans, auch bedingt durch die Abschaffung der einst üblichen Vielehe und Konkubinate im 19. Jahrhundert und die Abschaffung des japanischen Adels im Jahr 1946, ein großes Nachwuchsproblem: Nur fünf Männer leben heute noch, die nach derzeitiger Gesetzeslage als Thronfolger in Frage kämen, und vier davon sind bereits im vorgerückten Alter. In der Folge kamen Diskussionen über die Zulassung der weiblichen Thronfolge auf, damit die Tochter des gegenwärtigen Kaisers Naruhito, Prinzessin Aiko, nach dessen Ableben Kaiserin werden könnte.
Am 7. Februar 2006 teilte das kaiserliche Hofamt mit, dass Prinzessin Akishino überraschend erneut schwanger sei und das Kind im Herbst erwarte. Am 6. September brachte sie ihren Sohn Hisahito zur Welt, für das japanische Kaiserhaus die erste Geburt eines Jungen seit mehr als vierzig Jahren. Der Sohn ist dem Gesetz nach Zweiter in der Thronfolge nach seinem Vater; die zuvor angepeilte Änderung der Thronfolgeordnung zugunsten der weiblichen Sukzession wird seither nicht mehr weiterverfolgt.

## Inthronisation
In der Moderne wird die Inthronisation des Tennō durch zwei Zeremonien markiert. Die offizielle Krönungszeremonie (即位の礼, Sokui no Rei), bei der der Premierminister anwesend ist, umrahmt die zeremonielle Besteigung des kaiserlichen Throns (高御座, Takamikura) und die formelle Übernahme der Throninsignien Japans. Eine stärker religiös ausgerichtete Zeremonie, das Daijōsai (大嘗祭, auch Ōnie no Matsuri), wird danach vom Kaiserlichen Hofamt ausgerichtet. Es handelt sich um ein shintōistisches Opferritual.
Wegen der verfassungsmäßig untersagten Ausübung religiöser Aktivitäten durch den Staat (Artikel 20 der japanischen Verfassung) klagten einige Gruppen gegen die Teilnahme öffentlicher Amtsträger am Daijōsai bei der Thronbesteigung Kaiser Akihitos, das trotz seiner „privaten“ Natur mit öffentlichen Mitteln finanziert wird. Vorher war bereits durch die Bestattung des Shōwa-Tennō eine öffentliche Debatte um die religiöse Rolle des Tennō ausgelöst worden (siehe unten). Der Oberste Gerichtshof erklärte die Inthronisationszeremonie und die Teilnahme öffentlicher Amtsträger als verfassungsgemäß, da die Teilnahme an den Inthronisationsriten als „soziales Ritual“ die säkulare Natur des Staates nicht beeinträchtige. Die Regierung hatte bereits im Vorfeld der Thronbesteigung Akihitos eine Kommission mit der Vorbereitung der Zeremonie beauftragt und eine strikte Trennung der staatlichen und religiösen Akte vorgesehen. Das Gesetz über die kaiserliche Familie (皇室典範, kōshitsu tenpan) der Nachkriegszeit sieht in Artikel 24 zwar eine Inthronisierungsfeier vor, legt aber keine Details fest.

## Bestattungsriten
Beim Tod des Tennō ist nach dem Gesetz über die kaiserliche Familie ein großer Bestattungsritus (大喪の礼, Taisō no Rei) abzuhalten. Der Ritus als solcher bedient sich stark shintoistischer Symbolik, ist aber trotz gegenteiliger Auffassung des Kaiserhauses eine Erfindung der Meiji-Zeit mit ihrer Politik der Trennung von Shintō und Buddhismus (Shinbutsu-Bunri) – vorher erhielt der Tennō, wie die meisten anderen Japaner auch, ein buddhistisches Begräbnis. Zuletzt wurde ein solcher Ritus am 24. Februar 1989 bei der Bestattung des Shōwa-tennō Hirohito durchgeführt. Es war das erste Mal, dass diese Zeremonie nach dem Zweiten Weltkrieg sowie nach der politischen und verfassungsmäßigen Neubestimmung des Kaisertums stattfand. Dies führte fast zu einer Staatskrise und im asiatischen Ausland zu Protesten, da eine Abgrenzung der religiösen und staatlichen Funktionen und Bedeutungen während des Ritus sehr schwierig war.